# Campionati europei di nuoto in vasca corta 1993
I terzi Campionati europei di nuoto in vasca corta, denominati ufficialmente Campionati europei sprint, si sono svolti a Gateshead (Gran Bretagna) dall'11 al 13 novembre 1993.
Si è gareggiato in sole 14 gare, quasi tutte sulla sola distanza dei 50 metri, tranne i misti che si sono svolti sulla distanza dei 100 m.

## Medagliere
| Posizione | Paese       | Oro | Argento | Bronzo | Totale |
| --------- | ----------- | --- | ------- | ------ | ------ |
| 1         | Svezia      | 6   | 4       | 1      | 11     |
| 2         | Germania    | 5   | 5       | 7      | 17     |
| 3         | Russia      | 1   | 4       | 1      | 6      |
| 4         | Paesi Bassi | 1   | 1       | 0      | 2      |
| 5         | Spagna      | 1   | 0       | 0      | 1      |
| 6         | Regno Unito | 0   | 1       | 2      | 3      |
| 7         | Estonia     | 0   | 1       | 0      | 1      |
| 8         | Croazia     | 0   | 0       | 1      | 1      |

## Piscina 25 m

### 50 m stile libero
| Posizione | Atleta           | Paese    | Tempo |
| --------- | ---------------- | -------- | ----- |
|           | Joakim Holmqvist | Svezia   | 22.26 |
|           | Vladimir Predkin | Russia   | 22.45 |
|           | Silko Günzel     | Germania | 22.45 |

| Posizione | Atleta          | Paese    | Tempo |
| --------- | --------------- | -------- | ----- |
|           | Sandra Völker   | Germania | 25.55 |
|           | Linda Olofsson  | Svezia   | 25.56 |
|           | Annette Hadding | Germania | 25.79 |

### 50 m dorso
| Posizione | Atleta              | Paese    | Tempo |
| --------- | ------------------- | -------- | ----- |
|           | Patrick Hermanspann | Germania | 25.76 |
|           | Tino Weber          | Germania | 25.78 |
|           | Zsolt Hegmegi       | Svezia   | 25.99 |

| Posizione | Atleta            | Paese    | Tempo |
| --------- | ----------------- | -------- | ----- |
|           | Sandra Völker     | Germania | 28.26 |
|           | Nina Živanevskaja | Russia   | 28.71 |
|           | Andrea Kutz       | Germania | 29.32 |

### 50 m rana
| Posizione | Atleta         | Paese       | Tempo |
| --------- | -------------- | ----------- | ----- |
|           | Vasilij Ivanov | Russia      | 27.82 |
|           | Ron Dekker     | Paesi Bassi | 27.89 |
|           | Mark Warnecke  | Germania    | 28.03 |

| Posizione | Atleta         | Paese    | Tempo |
| --------- | -------------- | -------- | ----- |
|           | Sylvia Gerasch | Germania | 31.57 |
|           | Peggy Hartung  | Germania | 31.89 |
|           | Karen Rake     | Germania | 31.89 |

### 50 m delfino
| Posizione | Atleta           | Paese  | Tempo |
| --------- | ---------------- | ------ | ----- |
|           | Carlos Sánchez   | Spagna | 24.04 |
|           | Jan Karlsson     | Svezia | 24.19 |
|           | Vladimir Predkin | Russia | 24.32 |

| Posizione | Atleta             | Paese    | Tempo |
| --------- | ------------------ | -------- | ----- |
|           | Louise Karlsson    | Svezia   | 27.49 |
|           | Svetlana Posdeyeva | Russia   | 27.88 |
|           | Julia Voitowitsch  | Germania | 27.91 |

### 100 m misti
| Posizione | Atleta           | Paese       | Tempo |
| --------- | ---------------- | ----------- | ----- |
|           | Ron Dekker       | Paesi Bassi | 55.77 |
|           | Indrek Sei       | Estonia     | 56.07 |
|           | Christian Keller | Germania    | 56.14 |

| Posizione | Atleta          | Paese    | Tempo   |
| --------- | --------------- | -------- | ------- |
|           | Louise Karlsson | Svezia   | 1:01.45 |
|           | Ulrika Jardfelt | Svezia   | 1:02.74 |
|           | Sylvia Gerasch  | Germania | 1:03.12 |

### 4 x 50 m stile libero
| Posizione | Atleta                                                       | Paese    | Tempo   |
| --------- | ------------------------------------------------------------ | -------- | ------- |
|           | Christer Wallin Pär Lindström Joakim Holmqvist Zsolt Hegmegi | Svezia   | 1:28.80 |
|           | Silko Günzel Axel Hickmann Torsten Spanneberg Ingolf Rasch   | Germania | 1:28.88 |
|           | Miloš Milošević Marijan Kanjer Alen Loncar Miroslav Vučetić  | Croazia  | 1:32.96 |

| Posizione | Atleta                                                       | Paese       | Tempo   |
| --------- | ------------------------------------------------------------ | ----------- | ------- |
|           | Ellenor Svensson Linda Olofsson Louise Karlsson Susanne Lööv | Svezia      | 1:41.27 |
|           | Sandra Völker Annette Hadding Silvia Stahl Anke Scholz       | Germania    | 1:43.08 |
|           | '                                                            | Regno Unito | 1:46.04 |

### 4 x 50 m misti
| Posizione | Atleta                                                          | Paese    | Tempo   |
| --------- | --------------------------------------------------------------- | -------- | ------- |
|           | Zsolt Hegmegi Peter Haraldsson Jan Karlsson Joakim Holmqvist    | Svezia   | 1:39.54 |
|           | '                                                               | Russia   | 1:40.22 |
|           | Patrick Hermanspann Mark Warnecke Dirk Vandenhirtz Silko Günzel | Germania | 1:40.23 |

| Posizione | Atleta                                                         | Paese       | Tempo   |
| --------- | -------------------------------------------------------------- | ----------- | ------- |
|           | Sandra Völker Sylvia Gerasch Julia Voitowitsch Annette Hadding | Germania    | 1:53.26 |
|           | Ulrika Jardfeldt Hanna Jaltner Louise Karlsson Linda Olofsson  | Svezia      | 1:53.74 |
|           | '                                                              | Regno Unito | 1:57.13 |